# ماریون کرافورد
ماریون کرافورد (انگلیسی: Marion Crawford؛ ۵ ژوئن ۱۹۰۹ – ۱۱ فوریهٔ ۱۹۸۸) زندگی‌نامه‌نویس، و نویسنده اهل اسکاتلند بود. او آموزگار شاهدخت الیزابت (ملکه الیزابت آینده) بود.